# Виндзорский кодекс
Виндзорский кодекс (лат. Codex Windsor) — собрание листов с художественными набросками и анатомическими рисунками Леонардо да Винчи. 

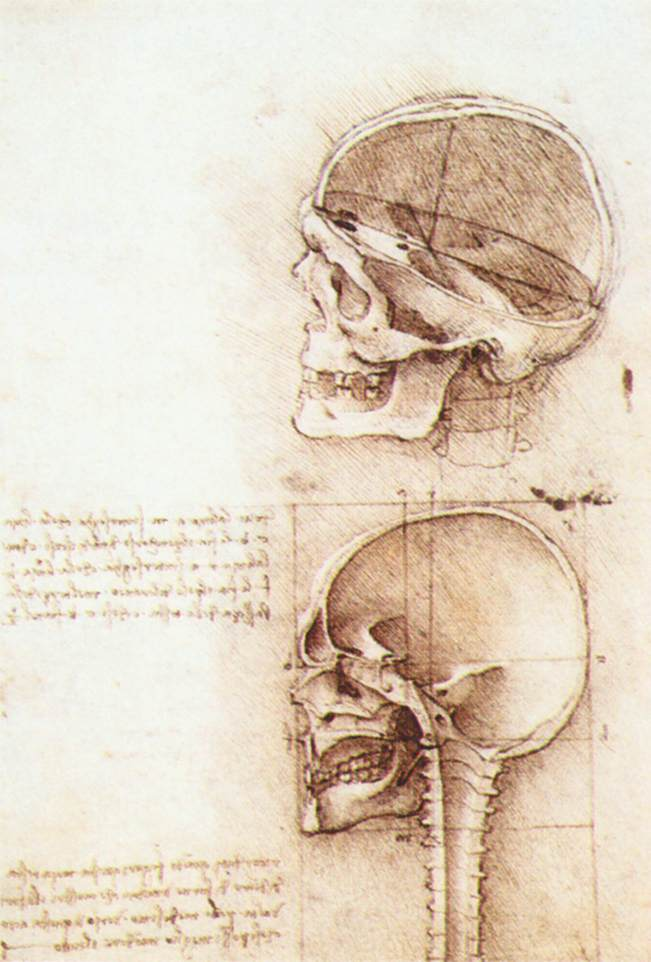
Сагиттальные срезы человеческого черепа.

## Описание
Кодекс именуется по месту хранения — в Виндзорском замке, в фондах Королевской коллекции, где сборник находится с XVII века.
В настоящее время кодекс включает 606 отдельно каталогизированных листов различных форматов, относящихся к периоду между 1478 и 1518 годами. Тексты и комментарии были написаны да Винчи зеркальным шрифтом. Листы содержат леонардовский вклад в искусство и живопись, исследования людей, животных, растений и ландшафтов, а также механику, технологию оружия и анатомию.
153 листа с анатомическими рисунками ранее были сгруппированы в три тома: анатомическая рукопись «А» (18 листов), «В» (42 листа) и «С» (93 листа). Анатомическая рукопись «С» разделена на шесть анатомических тетрадей «Quaderni di anatomia I—VI» .

## История
Да Винчи начал заниматься анатомией человеческого тела в конце 1470-х годов. Не исключено, что он участвовал в первых вскрытиях в Падуанском университете. Его записи показывают, что он начал сам изучать трупы примерно в 1505 году, а около 1518 года он сообщает, что за свою жизнь провёл в общей сложности тридцать вскрытий тел. Представляется очевидным, что его особенно интересовала двигательная система и функционирование внутренних органов.
На рисунках Леонардо изображено человеческое тело в целом на различных этапах вскрытия и отдельно конечности и органы. Рисунки Леонардо предшествовали возникновению томографической визуализации в медицине.
Большинство рукописей и рисунков Леонардо после его смерти хранились на вилле Ваприо, которая принадлежала его ученику и наследнику Франческо Мельци. Сын последнего, Орацио Мельци, унаследовал документы в 1570 году. Около 1590 года он продал более 2500 отдельных листов скульптору и коллекционеру Помпео Леони (1533—1608).
Леони пытался систематизировать рукописи по темам и отделил художественные концепции Леонардо от технических и научных рисунков. Он разрезал листы и склеивал их с другими, изначально не бывшими частью кодекса. Он сгруппировал анатомические рисунки в несколько томов, впоследствии получивших название Виндзорского кодекса, вместе с другими листами разной тематики.
Как Виндзорский кодекс попал в Королевскую коллекцию, ещё не выяснено. Возможно, он был приобретён одним из английских королей, Карлом I или Карлом II, в XVII веке. Известно, что в 1690 году королева Мария II показывала кодекс голландцу Константейну Хёйгенсу в Кенсингтонском дворце.